# Волкотруб, Юрий Васильевич
Юрий Васильевич Волкотруб (род. 1959) — художник-керамист, меценат, директор Дома-музея Довлатова в Пушкиногорье.

## Биография

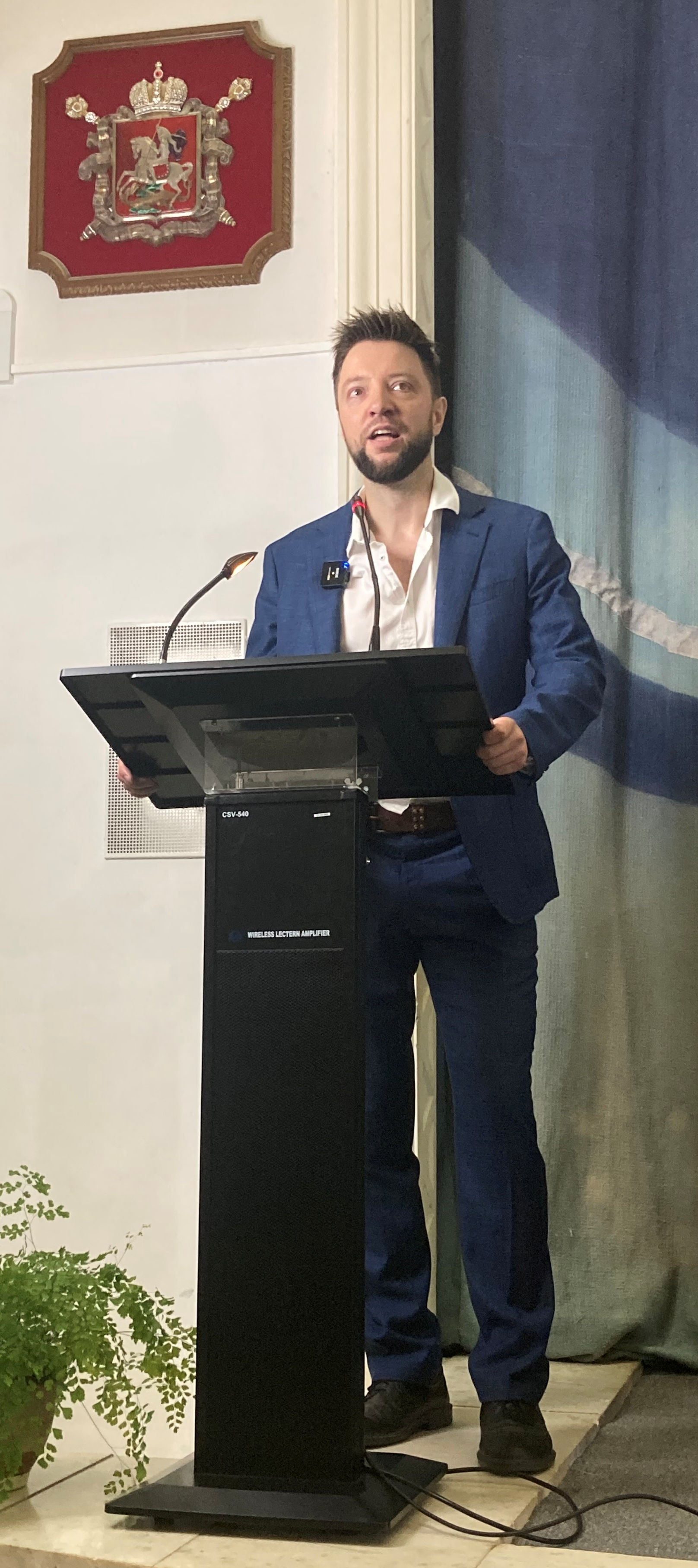
Александр Волкотруб

Родился в Ленинграде в 1959 году. Сын Василия Порфирьевича Волкотруба ― героя тарана на Чудском озере.
Юрий Волкотруб окончил Санкт-Петербургский горный университет (1982) по специальности геофизика, специалист по алмазным трубкам. Руководитель (с 1991 года) Санкт-Петербургской мастерской «Гильдия Мастеров», реализовавшей в России крупные проекты, связанные как с реставрацией и воссозданием изразцовой керамики, так и с воплощением современных архитектурных задач. «Гильдия Мастеров» — художественная галерея и керамическая мастерская.
Юрий Волкотруб ― директор Дома-музея Сергея Довлатова в Пушкиногорье (деревня Березино), открывшегося 4 июля 2014 года в Пушкиногорье (Березино). В этом доме писатель жил, работая экскурсоводом в музеях Пушкиногорья в 1975 году. Этот дом подробно описан в повести Довлатова «Заповедник». Юрий Вокотруб один из участников восстановления дома писателя и создания в нём музея, сохранившего атмосферу старого деревенского дома, какой её увидел Сергей Довлатов: «Дом Михал Иваныча производил страшное впечатление. На фоне облаков чернела покосившаяся антенна. Крыша местами провалилась, оголив неровные темные балки. Стены были небрежно обиты фанерой. Треснувшие стекла — заклеены газетной бумагой».
 Сын Александр Волкотруб (род. 1989) — композитор, поэт.

## Известные работы
- Облицовка печей в усадебных домах-музеях музея-заповедника «Михайловское»[3].
- Изразцовая печь-камин в резиденции президента Российской Федерации в Ново-Огарёво (2002)[13][14].

Юрий Волкотруб автор керамичесуой отделки интерьеров и декора многих храмов в России, а также уникальных фарфоровых иконостасов:
- Собор Троицы Живоначальной в Орехово-Борисово[16] ― интерьеры, внутренний/внешний декор, фарфоровый иконостас (2001-2004);
- Церковь Георгия Победоносца[17] ― интерьеры, внутренний/внешний декор, фарфоровый иконостас (2002);
- Собор Михаила Архангела в Токсово[18] ― интерьеры, внутренний/внешний декор, фарфоровый иконостас (2004);
- Собор Иконы Божией Матери Казанская в Альметьевске[19] ― интерьеры, внутренний/внешний декор, фарфоровый иконостас (2007);
- Церковь Петра и Февронии Муромских[20] ― интерьеры, внутренний/внешний декор, фарфоровый иконостас (2010);
- Храм Усекновения Главы Иоанна Предтечи в Братееве[21] ― интерьеры, внутренний/внешний декор, фарфоровый иконостас (2012);
- Собор Игоря Черниговского в Переделкино[22] ― интерьеры, внутренний/внешний декор, фарфоровые купола (2012―2013)[23].

Изразцовые печи и камины, воссозданные и отреставрированные мастерской «Гильдия Мастеров», под руководством Юрия Волкотруба украшают дома-музеи Государственного Пушкинского музея-заповедника «Михайловское», дворцы, входящие в дворцово-парковый ансамбль «Петергофа», ГМЗ «Гатчинский дворец-музей», мемориальную квартиру Святого Праведного Иоанна Кронштадтского и Святого преподобного Амвросия Оптинского. Ряд работ выполнен в Псковской области: фарфоровые иконостасы в Никандровой пустыни, Творожковском Свято-Троицком монастыре и Псково-Печерском монастыре.

## Награды
- Благодарность Министерства культуры РФ за активное участие в праздновании 200-летнего юбилея А. С. Пушкина (1999);
- Серебряная медаль святого апостола Петра;
- Медаль Преподобного Сергия Радонежского I степени (2002);
- Орден преподобного Андрея Рублёва III степени (2003);
- Орден преподобного Андрея Рублёва II степени (2012).